# 同慶 (阮朝)
同慶（どうけい、ドンカイン・Ðồng Khánh）は、ベトナム阮朝の同慶帝の治世で使用された元号。1885年 - 1888年。

## 改元
1885年7月4日（咸宜元年5月22日）、咸宜帝の檄に端を発した抗仏勤王大反乱で帝がフエ王宮を脱出した後、フランスに擁立された同慶帝は咸宜帝を尊重して帰順を促し、元号も越年改元の予定で公布した。しかし地方の抗仏勢力をバックにした咸宜帝は従わなかったため、咸宜元号の使用に対する違和感が強まり、やむなく旧暦の10月から12月までを同慶乙酉年と称し、1886年から元年とした。

## 西暦・他元号との対照表
| 同慶     | 乙酉年   | 元年     | 2年      | 3年      |
| 西暦     | 1885年   | 1886年   | 1887年   | 1888年   |
| 干支     | 乙酉     | 丙戌     | 丁亥     | 戊子     |
| 皇紀     | 2545年   | 2546年   | 2547年   | 2548年   |
| 清       | 光緒11年 | 光緒12年 | 光緒13年 | 光緒14年 |
| 日本元号 | 明治18年 | 明治19年 | 明治20年 | 明治21年 |